# Danu (etnia)
I danu (in lingua birmana: ဓနု, trascrizione IPA: dənṵ) sono un sottogruppo dei bamar (in italiano: birmani), l'etnia dominante della Birmania. Esistono solo alcune migliaia di danu nella Birmania centrale, stanziati nelle zone di Pyin U Lwin, che fa parte della Regione di Mandalay e in quelle di Kalaw, Pindaya e del lago Inle, nello Stato Shan.
Parlano un dialetto della lingua birmana di facile comprensione per gli altri bamar, da cui si differenzia per l'uso di parole arcaiche ed un'inflessione particolare. Condividono con i bamar anche la religione, il Buddhismo Theravada, ed i costumi tradizionali. Il termine danu deriva da donke (letteralmente: arcieri coraggiosi) e si suppone che siano i discendenti degli arcieri dell'esercito birmano stanziatisi in queste aree dopo le guerre in Siam, l'odierna Thailandia. L'attività principale è l'agricoltura.
La nuova Costituzione birmana del 2008 ha affrontato l'annoso problema delle minoranze etniche nel paese, per tradizione coinvolte in conflitti contro il potere centrale. In merito alla riappacificazione nazionale, la Costituzione ha previsto la formazione di zone auto-amministrate da membri prescelti di alcune minoranze etniche. Il 20 agosto 2010, i danu hanno ottenuto la formazione della piccola zona auto-amministrata Danu, una suddivisione amministrativa di primo livello come gli Stati e le Regioni. Il territorio di tale zona è compreso nello Stato Shan, ed il capoluogo è Pindaya.